# Saison 1926-1927 de la LNH
Saison précédente Saison suivante

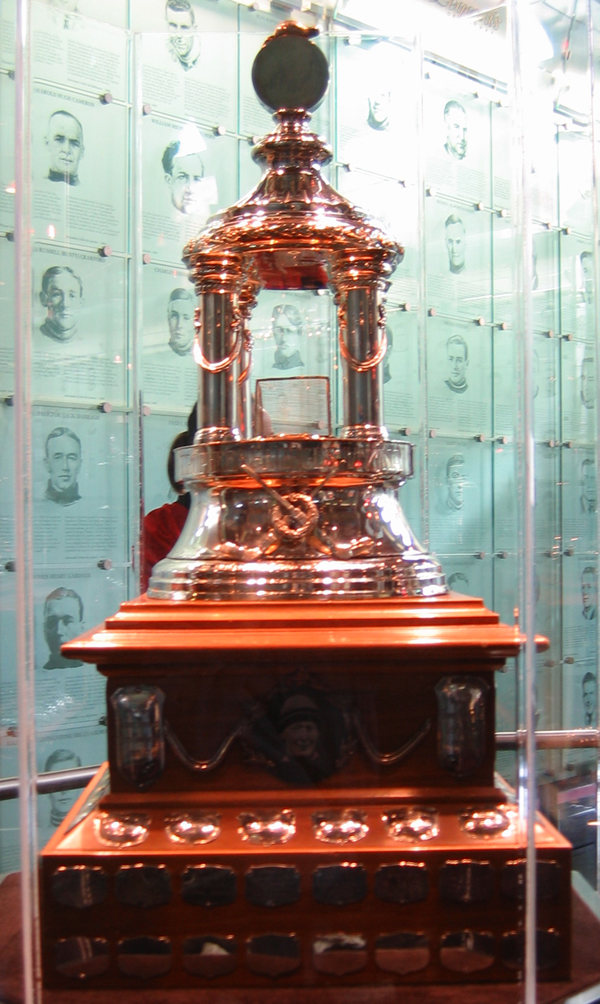
Trophée Vézina

La saison 1926-1927 est la dixième saison de la Ligue nationale de hockey. Dix équipes ont participé à la course à la Coupe Stanley en jouant 44 matchs.
Après les Pirates de Pittsburgh et les Bruins de Boston, trois nouvelles franchises basées aux États-Unis sont créées : les Black Hawks de Chicago, les Cougars de Détroit et une deuxième franchise basée à New York, les Rangers. Pour les deux premières, il s'agit en fait respectivement du déménagement des franchises des Rosebuds de Portland et des Cougars de Victoria de la Western Canada Hockey League qui n'arrivent pas à aligner les salaires de ses joueurs sur ceux de la LNH et est dissoute. La LNH rachète l'ensemble des contrats de la WCHL pour 25 800 dollars .
Un nouveau trophée est mis en place pour le gardien encaissant le moins de but de la saison. Le trophée prend le nom du défunt gardien Georges Vézina des Canadiens de Montréal, mort au cours de la saison précédente.

## Saison régulière
Avec l'arrivée des nouvelles équipes, la LNH se réorganise en deux divisions. La division Américaine regroupe les Black Hawks de Chicago, les Bruins de Boston, les Pirates de Pittsburgh, les Rangers de New York et les Cougars de Détroit. La division Canadienne quant à elle est formée par les Canadiens de Montréal, les St. Patricks de Toronto, les Maroons de Montréal, les Sénateurs d'Ottawa et, paradoxalement, les Americans de New York.
La formule des séries éliminatoires est également repensée : le second et le troisième de chaque division se rencontrent et le vainqueur (au nombre de buts) de la série affronte en finale de division le premier de cette même division.
Au cours de la saison, les St. Patricks sont rachetés par Conn Smythe et sont renommés les Maple Leafs.

### Classements finaux

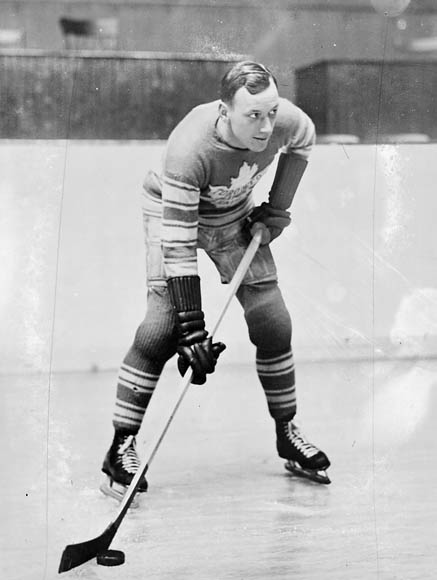
Joueur dans l'uniforme des Maple Leaf

Les trois premières équipes de chaque division sont qualifiées pour les séries éliminatoires. Les premiers de chaque division sont directement qualifiés pour les demi-finales alors que les quatre autres équipes jouent un quart de finale. 
| Clt   | Équipe                            | PJ | V  | D  | N | BP | BC | Pts |
| ----- | --------------------------------- | -- | -- | -- | - | -- | -- | --- |
| +001, | Sénateurs d'Ottawa                | 44 | 30 | 10 | 4 | 86 | 69 | 64  |
| +002, | Canadiens de Montréal             | 44 | 28 | 14 | 2 | 99 | 67 | 58  |
| +003, | Maroons de Montréal               | 44 | 20 | 20 | 4 | 71 | 68 | 44  |
| +004, | Americans de New York             | 44 | 17 | 25 | 2 | 82 | 91 | 36  |
| +005, | St. Pats / Maple Leafs de Toronto | 44 | 15 | 24 | 5 | 79 | 94 | 35  |

| Clt   | Équipe                 | PJ | V  | D  | N | BP  | BC  | Pts |
| ----- | ---------------------- | -- | -- | -- | - | --- | --- | --- |
| +001, | Rangers de New York    | 44 | 25 | 13 | 6 | 95  | 72  | 56  |
| +002, | Bruins de Boston       | 44 | 21 | 20 | 3 | 97  | 89  | 45  |
| +003, | Black Hawks de Chicago | 44 | 19 | 22 | 3 | 115 | 116 | 41  |
| +004, | Pirates de Pittsburgh  | 44 | 15 | 26 | 3 | 79  | 108 | 33  |
| +005, | Cougars de Détroit     | 44 | 12 | 28 | 4 | 76  | 105 | 28  |

- Vainqueur du Trophée Prince de Galles
- Qualifié pour les demi-finales des séries éliminatoires
- Qualifié pour les quarts de finale des séries éliminatoires

### Meilleurs pointeurs
| Joueur            | Équipe                | PJ | B  | A  | Pts |
| ----------------- | --------------------- | -- | -- | -- | --- |
| Bill Cook         | Rangers de New York   | 44 | 33 | 4  | 37  |
| Dick Irvin        | Chicago               | 43 | 18 | 18 | 36  |
| Howie Morenz      | Canadiens de Montréal | 44 | 25 | 7  | 32  |
| Frank Fredrickson | Détroit / Boston      | 44 | 18 | 13 | 31  |
| Babe Dye          | Chicago               | 41 | 25 | 5  | 30  |
| Ace Bailey        | Toronto               | 42 | 15 | 13 | 28  |
| Frank Boucher     | Rangers de New York   | 44 | 13 | 15 | 28  |
| Billy Burch       | Americans de New York | 43 | 19 | 8  | 27  |
| Harry Oliver      | Boston                | 42 | 18 | 6  | 24  |
| Duke Keats        | Boston / Détroit      | 42 | 16 | 8  | 24  |

### Classement des gardiens
| Joueur            | Équipe                       | PJ | Min  | BC  | Bl | Moy  |
| ----------------- | ---------------------------- | -- | ---- | --- | -- | ---- |
| Clint Benedict    | Maroons de Montréal          | 43 | 2748 | 65  | 13 | 1,42 |
| Lorne Chabot      | Rangers de New York          | 36 | 2307 | 56  | 10 | 1,46 |
| George Hainsworth | Canadiens de Montréal        | 44 | 2732 | 67  | 14 | 1,47 |
| Alex Connell      | Ottawa                       | 44 | 2782 | 69  | 13 | 1,49 |
| Hal Winkler       | Rangers de New York / Boston | 31 | 1959 | 56  | 6  | 1,72 |
| Jake Forbes       | Americans de New York        | 44 | 2715 | 91  | 8  | 2,01 |
| John Ross Roach   | Toronto                      | 44 | 2764 | 94  | 4  | 2,04 |
| Hap Holmes        | Détroit                      | 41 | 2685 | 100 | 6  | 2,23 |
| Roy Worters       | Pittsburgh                   | 44 | 2711 | 108 | 4  | 2,39 |
| Hugh Lehman       | Chicago                      | 44 | 2797 | 116 | 5  | 2,49 |

## Séries éliminatoires

### Tableau récapitulatif
Le premier tour et les demi-finales se jouent en deux matchs, le vainqueur étant l'équipe qui marque le plus de buts. Le vainqueur de la finale, quant à lui, doit remporter deux matchs.
|  | Premier tour | Premier tour           | Premier tour | Premier tour          |    |                    | Demi-finales | Demi-finales | Demi-finales | Demi-finales |  |  | Finale de la Coupe Stanley | Finale de la Coupe Stanley | Finale de la Coupe Stanley | Finale de la Coupe Stanley |
|  |              |                        |              |                       |    |                    |              |              |              |              |  |  |                            |                            |                            |                            |
|  |              |                        |              |                       |    |                    |              |              |              |              |  |  |                            |                            |                            |                            |
|  |              |                        |              |                       |    |                    |              |              |              |              |  |  |                            |                            |                            |                            |
|  |              |                        |              |                       |    |                    |              |              |              |              |  |  |                            |                            |                            |                            |
|  |              |                        |              |                       |    |                    |              |              |              |              |  |  |                            |                            |                            |                            |
|  |              |                        |              |                       |    |                    |              |              |              |              |  |  |                            |                            |                            |                            |
|  | C1           | Sénateurs d'Ottawa     | 5            | 5                     |    |                    |              |              |              |              |  |  |                            |                            |                            |                            |
|  | C1           | Sénateurs d'Ottawa     | 5            | 5                     |    |                    |              |              |              |              |  |  |                            |                            |                            |                            |
|  |              |                        | C2           | Canadiens de Montréal | 1  | 1                  |              |              |              |              |  |  |                            |                            |                            |                            |
|  | C2           | Canadiens de Montréal  | C2           | Canadiens de Montréal | 1  | 1                  | 2            | 2            |              |              |  |  |                            |                            |                            |                            |
|  | C2           | Canadiens de Montréal  |              |                       |    |                    |              | 2            |              |              |  |  |                            |                            |                            |                            |
|  | C3           | Maroons de Montréal    | 1            | 1                     |    |                    |              |              |              |              |  |  |                            |                            |                            |                            |
|  | C3           | Maroons de Montréal    | 1            | 1                     | C1 | Sénateurs d'Ottawa | 2            | 2            |              |              |  |  |                            |                            |                            |                            |
|  |              |                        |              |                       | C1 | Sénateurs d'Ottawa | 2            | 2            |              |              |  |  |                            |                            |                            |                            |
|  |              |                        | A2           | Bruins de Boston      | 0  | 0                  |              |              |              |              |  |  |                            |                            |                            |                            |
|  |              |                        |              |                       | 0  | 0                  |              |              |              |              |  |  |                            |                            |                            |                            |
|  |              |                        |              |                       |    |                    |              |              |              |              |  |  |                            |                            |                            |                            |
|  |              |                        |              |                       |    |                    |              |              |              |              |  |  |                            |                            |                            |                            |
|  | A1           | Rangers de New York    | 1            | 1                     |    |                    |              |              |              |              |  |  |                            |                            |                            |                            |
|  | A1           | Rangers de New York    | 1            | 1                     |    |                    |              |              |              |              |  |  |                            |                            |                            |                            |
|  |              |                        | A2           | Bruins de Boston      | 3  | 3                  |              |              |              |              |  |  |                            |                            |                            |                            |
|  | A2           | Bruins de Boston       | A2           | Bruins de Boston      | 3  | 3                  | 10           | 10           |              |              |  |  |                            |                            |                            |                            |
|  | A2           | Bruins de Boston       |              |                       |    |                    |              | 10           |              |              |  |  |                            |                            |                            |                            |
|  | A3           | Black Hawks de Chicago | 5            | 5                     |    |                    |              |              |              |              |  |  |                            |                            |                            |                            |
|  | A3           | Black Hawks de Chicago | 5            | 5                     |    |                    |              |              |              |              |  |  |                            |                            |                            |                            |
|  |              |                        |              |                       |    |                    |              |              |              |              |  |  |                            |                            |                            |                            |

### Finale
Le vainqueur étant désigné après deux victoires, quatre matches sont nécessaires pour déterminer le vainqueur après les matches nuls de la première et de la troisième rencontre.
| 7 avril | Bruins de Boston | 0-0 (0-0, 0-0, 0-0) | Sénateurs d'Ottawa | Boston Arena 9 000 spectateurs |

| Feuille de match | Feuille de match | Feuille de match | Feuille de match | Feuille de match          |
| ---------------- | ---------------- | ---------------- | ---------------- | ------------------------- |
|                  |                  |                  |                  | Arbitrage : Bell Laflamme |
| Winkler          | Gardiens         | Connell          |                  |                           |
|                  |                  |                  |                  |                           |
|                  |                  |                  |                  |                           |

| 9 avril | Bruins de Boston | 1-3 | Sénateurs d'Ottawa | Boston Arena 10 000 spectateurs |

| Feuille de match | Feuille de match                   | Feuille de match | Feuille de match                                                                               | Feuille de match          |
| ---------------- | ---------------------------------- | ---------------- | ---------------------------------------------------------------------------------------------- | ------------------------- |
|                  | Oliver (Fredrickson) — 36 min 45 s | 0-1 0-2 1-2 1-3  | Clancy — 6 min 37 s (SN) Finnigan (Kilrea) — 11 min 23 s (SN) Denneny (H. Smith) — 39 min 55 s | Arbitrage : Bell Laflamme |
| Winkler          | Gardiens                           | Connell          |                                                                                                | Arbitrage : Bell Laflamme |
|                  |                                    |                  |                                                                                                | Arbitrage : Bell Laflamme |
|                  |                                    |                  |                                                                                                | Arbitrage : Bell Laflamme |

| 11 avril | Sénateurs d'Ottawa | 1-1 (0-1, 1-0, 0-0) | Bruins de Boston | Ottawa Auditorium 10 000 spectateurs |

| Feuille de match | Feuille de match                    | Feuille de match | Feuille de match              | Feuille de match          |
| ---------------- | ----------------------------------- | ---------------- | ----------------------------- | ------------------------- |
|                  | Denneny (Clancy) — 35 min 50 s (SN) | 0-1 1-1          | Herbert (Oliver) — 7 min 24 s | Arbitrage : Bell Laflamme |
| Connell          | Gardiens                            | Winkler          |                               | Arbitrage : Bell Laflamme |
|                  |                                     |                  |                               | Arbitrage : Bell Laflamme |
| 34               | Tirs                                | 31               |                               | Arbitrage : Bell Laflamme |

| 13 avril | Sénateurs d'Ottawa | 3-1 (0-0, 2-0, 2-1) | Bruins de Boston | Ottawa Auditorium 8 500 spectateurs |

| Feuille de match | Feuille de match                                                                  | Feuille de match | Feuille de match     | Feuille de match          |
| ---------------- | --------------------------------------------------------------------------------- | ---------------- | -------------------- | ------------------------- |
|                  | Finnigan (Nighbor) — 25 min 10 s Denneny — 27 min 55 s (SN) Denneny — 51 min 25 s | 1-0 2-0 3-0 3-1  | Oliver — 57 min 50 s | Arbitrage : Bell Laflamme |
| Connell          | Gardiens                                                                          | Winkler          |                      | Arbitrage : Bell Laflamme |
|                  |                                                                                   |                  |                      | Arbitrage : Bell Laflamme |
| 36               | Tirs                                                                              | 21               |                      | Arbitrage : Bell Laflamme |

## Honneurs remis aux joueurs et aux équipes
| Trophée           | Joueur            | Équipe                |
| ----------------- | ----------------- | --------------------- |
| Trophée Hart      | Herb Gardiner     | Canadiens de Montréal |
| Trophée Lady Byng | Billy Burch       | Americans de New York |
| Trophée Vézina    | George Hainsworth | Canadiens de Montréal |

| Trophée                  | Équipe             |
| ------------------------ | ------------------ |
| Trophée Prince de Galles | Sénateurs d'Ottawa |
| Coupe Stanley            | Sénateurs d'Ottawa |